# Artibai ibaia / Río Artibai
Artibai ibaia / Río Artibai este o arie protejată (arie specială de conservare — SAC, sit de importanță comunitară — SCI) din Spania întinsă pe o suprafață de 138,96 ha, integral pe uscat.

## Localizare
Centrul sitului Artibai ibaia / Río Artibai este situat la coordonatele 43°18′08″N 2°28′33″W / 43.3023°N 2.4759°V.

## Înființare
Situl Artibai ibaia / Río Artibai a fost declarat sit de importanță comunitară în mai 2003 pentru a proteja 13 specii de animale. Situl a fost protejat și ca arie specială de conservare în octombrie 2012.

## Biodiversitate
Situată în ecoregiunile atlantică și marină Atlantică, aria protejată conține 8 habitate naturale: Păduri aluvionare cu Alnus glutinosa și Fraxinus excelsior (Alno-Padion, Alnion incanae, Salicion albae), Pășuni atlantice udate de apa mării (Glauco-Puccinellietalia maritimae), Păduri de Quercus ilex și Quercus rotundifolia, Terase mlăștinoase și terase nisipoase neacoperite de apă la reflux, Pajiști uscate europene, Estuare, Tufărișuri halofile mediteraneene și termo-atlantice (Sarcocornetea fruticosi), Fânețe de joasă altitudine (Alopecurus pratensis, Sanguisorba officinalis).
La baza desemnării sitului se află mai multe specii protejate:
- păsări (10): fluierar de munte (Actitis hypoleucos), pescăruș albastru (Alcedo atthis), stârc cenușiu (Ardea cinerea),  prundaș gulerat mic (Charadrius dubius), mierla de apă (Cinclus cinclus), egretă mică (Egretta garzetta), pescăruș râzător (Larus ridibundus), cormoran mare (Phalacrocorax carbo), lăstun de mal (Riparia riparia), fluierarul cu picioare roșii (Tringa totanus)
- mamifere (1): nurcă (Mustela lutreola)
- nevertebrate (1): Coenagrion mercuriale
- pești (1): Parachondrostoma miegii

Pe lângă speciile protejate, pe teritoriul sitului au mai fost identificate 1 specie de mamifere.